# James Corden
James Kimberley Corden (Hillingdon, 22 agosto 1978) è un attore, conduttore televisivo e autore televisivo britannico.
Ha condotto dal 2015 al 2023 The Late Late Show with James Corden, un talk show televisivo in tarda serata su CBS. Insieme all'attrice gallese Ruth Jones, Corden ha co-creato, co-sceneggiato e recitato nell'apprezzata sitcom della BBC Gavin & Stacey per la quale ha vinto il BAFTA Television Award come miglior performance comica. Ha partecipato al singolo No 1 del Regno Unito Shout, insieme a Dizzee Rascal, un inno non ufficiale della squadra di calcio inglese per la Coppa del Mondo FIFA 2010 in Sudafrica, e ha duettato con la cantante australiana Kylie Minogue su una cover di Only You nel 2015. Nel 2009, Corden ha presentato i BRIT Awards con Minogue e Mathew Horne. Nel 2011, è tornato ad ospitare i BRIT Awards, e ha continuato a ospitare la cerimonia ogni anno fino al 2014. Ha presentato i Tony Awards nel 2016 e 2019 e i Grammy Awards nel 2017 e 2018.

## Biografia
Corden è nato a Hillingdon, Greater London, figlio di Margaret e Malcolm Corden. Suo padre era un musicista della banda della Royal Air Force e più tardi un venditore di libri e bibbie cristiane, sua madre era un'assistente sociale. Crebbe a Hazlemere, Buckinghamshire, e frequentò la Park Middle School e la Holmer Green Upper School. Ha due sorelle. Fu cresciuto nella chiesa dell'Esercito della Salvezza ma non si considera più un cristiano.

## Carriera

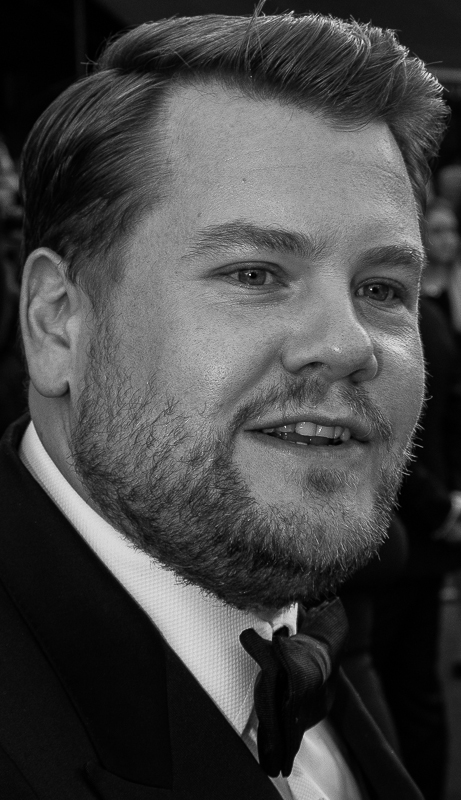
James Corden nel 2014

La prima apparizione di Corden è stata all'età di 18 anni con una parte nel musical del 1996 Martin Guerre. Il suo primo ruolo di reporter televisivo è stato in Good Morning della BBC. I suoi primi lavori televisivi includevano il ruolo di Gareth Jones nella serie 1999 Boyz Unlimited. Ha anche recitato nella pubblicità per Tango nel 1998, ha avuto un ruolo come studente libanese in Teachers e nel 2000 una piccola parte in un episodio di Hollyoaks. Corden è poi apparso come ospite in Little Britain e Dalziel e Pascoe, entrambi nel 2004. I primi lavori cinematografici di Corden includono Whatever Happened to Harold Smith? (1999), Tutto o niente (2002), Heartlands (2002).
Dal 2000 all'inizio del 2005, Corden ha recitato nella serie televisiva britannica Fat Friends come Jamie Rymer. Ha ricevuto una nomination per il Royal Television Society Award del 2000 per il Network Newcomer On Screen per il suo lavoro. A partire dal 2004, Corden ha interpretato il ruolo di Timms nella produzione teatrale originale di Londra di Alan Bennett, The History Boys, così come nelle produzioni di Broadway, Sydney, Wellington e Hong Kong e nel suo adattamento cinematografico del 2006. Nello stesso anno, è apparso nel film Starter for 10.
Dal 2007 all'inizio del 2010, Corden ha recitato nella sua serie, la sitcom della BBC Gavin & Stacey. Ha co-sceneggiato la serie con la sua co-star Fat Friends, Ruth Jones; Corden e Jones hanno interpretato gli amici dei personaggi del titolo, con Corden interpretato da Smithy. La serie si è dimostrata popolare ed è stata ben accolta dalla critica. Per lo show, Corden ha vinto come miglior attore comico maschile e Gavin & Stacey ha vinto il premio come miglior commedia televisiva britannica ai British Comedy Awards del 2007. Durante i BAFTA televisivi del 2008, Corden ha vinto come miglior interpretazione comica maschile, e Gavin & Stacey ha vinto il premio del pubblico del BAFTA per il programma dell'anno. Nel dicembre 2008, lo spettacolo ha vinto il premio come miglior commedia televisiva nel 2008 al British Comedy Awards. Gavin & Stacey ha anche vinto il premio per il programma comico più popolare ai National Television Awards nel 2010.
Nel 2009, Corden è stato il protagonista del film Lesbian Vampire Killers, che non è stato un successo. Quell'anno ha interpretato Clem Cattini nel film biografico di Joe Meek Telstar, e allo stesso modo negli animati Planet 51 insieme a Mathew Horne, e Il Gruffalo. Nel febbraio 2009, ha co-presentato i Brit Awards con Mathew Horne e Kylie Minogue. Il 13 marzo 2009, è apparso in uno sketch per l'associazione britannica telethon Comic Relief che ha dato la squadra di calcio inglese un discorso motivazionale, e successivamente presentato una sezione con Horne che mostra i loro migliori pezzi comici dei due anni precedenti insieme con i momenti salienti della serata.
Nel giugno 2010, Corden ha interpretato Craig Owens nell'episodio Doctor Who "The Lodger", in cui il Dottore si è trasferito con lui. Corden tornò come Owens in "Closing Time" nella sesta serie. Nel dicembre 2010, ha partecipato a This Is JLS, uno speciale natalizio di un'ora con la boyband, e The X Factor, che è andato in onda su ITV1, con Corden che ha scritto e prodotto alcuni degli sketch presenti nello speciale. Nel 2010, è stato anche nel cast principale del film Gulliver's Travels. Nel dicembre 2010, ha fatto parte di un cast di voci nel doppiaggio inglese del film d'animazione tedesco Animals United accanto a Jim Broadbent, Jason Donovan, Joanna Lumley, Billie Piper, Andy Serkis e altri.
Nel febbraio 2011, Corden ha nuovamente presentato i Brit Awards 2011. A marzo, Corden ha ripreso il proprio ruolo in Gavin & Stacey nei panni di Fucina in uno sketch del Red Nose Day per l'opera di beneficenza telethon Comic Relief. Il segmento comprendeva le apparizioni del primo ministro britannico Gordon Brown, JLS, Paul McCartney e Justin Bieber. Ha ricevuto recensioni positive dalla critica ed è stato considerato il miglior sketch della notte. Lo show vide anche la prima apparizione del suo Carpool Karaoke, che lo vide cantare canzoni con la popstar George Michael mentre guidava per Londra.
A partire da giugno 2011, Corden ha interpretato il ruolo principale nella commedia di successo One Man, Two Guvnors. La commedia è stata anche messa in scena in tutto il mondo come parte del National Theatre Live, e trasferita dal National Theatre al West End dopo il tour. Lo spettacolo è stato acclamato universalmente dalla critica e ha vinto il premio Best Play agli Evening Standard Theatre Awards per il 2011. The Guardian lo ha definito "un trionfo della commedia visiva e verbale, una delle produzioni più divertenti della storia del National". The Daily Telegraph lo descriveva come "il colpo di fortuna dell'estate".
Nel febbraio 2012, Corden ha ospitato i Brit Awards per la terza volta. Corden ha interpretato il ruolo di Baker nell'adattamento cinematografico della Disney del musical Into the Woods (2014). Nel 2016 è apparso nel film comico animato Trolls nei panni di Biggie, un troll paffuto e amichevole.

### The Late Late Show
Il 23 marzo 2015, Corden ha ospitato Craig Ferguson nel talk show americano The Late Late Show. Corden ha percorso le strade di Londra con la cantante pop Adele, uno sketch che è stato presentato nel suo talk show a gennaio 2016, ed è stato il più grande video virale di YouTube del 2016.

## Influenze

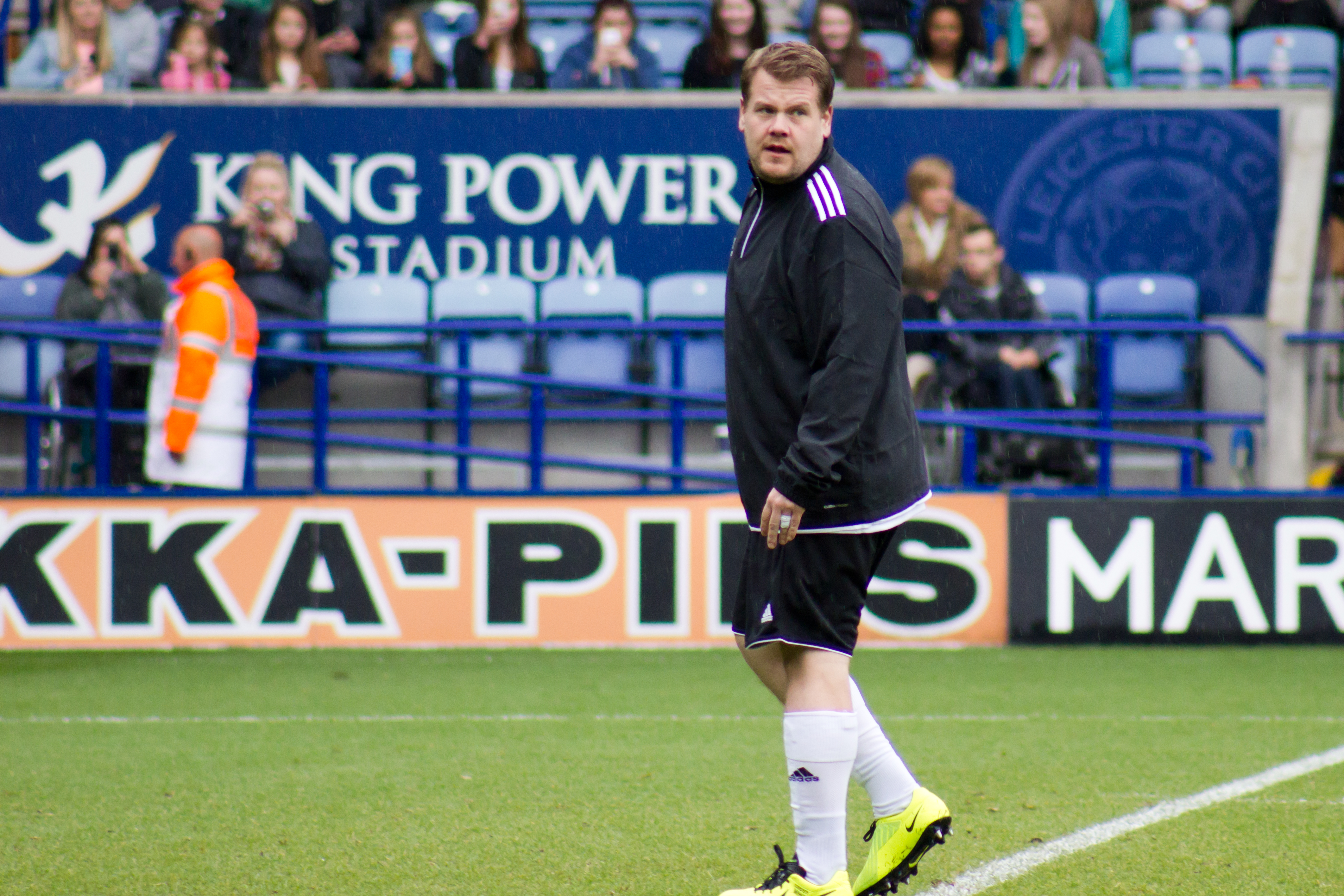
James Corden alla partita di beneficenza

Corden ha detto che le sue influenze comiche sono Graham Norton, Chris Evans, Jonathan Ross, Conan O'Brien, David Letterman e Stephen Colbert.

## Vita privata
Corden ha condiviso un appartamento con la sua co-star di The History Boys, Dominic Cooper per diversi anni. Cooper presentò Corden alla sua futura moglie Julia Carey, che Cooper conosceva da anni. Corden ha sposato Carey il 15 settembre 2012. I Corden hanno tre figli: il figlio Max (nato il 22 marzo 2011) e le figlie Carey (nata il 27 ottobre 2014) e Charlotte (nata il 12 dicembre 2017).
Corden è tifoso del West Ham United, squadra di calcio della Premier League.
Corden è stato nominato Ufficiale dell'Ordine dell'Impero Britannico (OBE) nel 2015 per il nuovo anno Honors per i servizi al dramma. Ricevette l'onore dalla principessa Anna durante una cerimonia a Buckingham Palace il 25 giugno 2015.

## Filmografia parziale

### Attore

#### Cinema
- Ventiquattrosette (Twenty Four Seven), regia di Shane Meadows (1997)
- Che fine ha fatto Harold Smith? (Whatever Happened to Harold Smith?), regia di Peter Hewitt (1999)
- Tutto o niente (All or Nothing), regia di Mike Leigh (2002)
- Heartlands, regia di Damien O'Donnell (2002)
- Cruise of the Gods, regia di Declan Lowney (2002)
- Pierrepoint, regia di Adrian Shergold (2005)
- The History Boys, regia di Nicholas Hytner (2006)
- Il quiz dell'amore (Starter for 10), regia di Tom Vaughan (2006)
- Star System - Se non ci sei non esisti (How to Lose Friends & Alienate People), regia di Robert B. Weide (2008)
- Lesbian Vampire Killers, regia di Phil Claydon (2009)
- Telstar: The Joe Meek Story, regia di Nick Moran (2008)
- I fantastici viaggi di Gulliver (Gulliver's Travels), regia di Rob Letterman (2010)
- I tre moschettieri (The Three Musketeers), regia di Paul W. S. Anderson (2011)
- One Chance - L'opera della mia vita (One Chance), regia di David Frankel (2013)
- Tutto può cambiare (Begin Again), regia di John Carney (2013)
- Into the Woods, regia di Rob Marshall (2014)
- The Lady in the Van, regia di Nicholas Hytner (2015) - cameo
- Ocean's 8, regia di Gary Ross (2018)
- Yesterday, regia di Danny Boyle (2019)
- Cats, regia di Tom Hooper (2019)
- The Prom, regia di Ryan Murphy (2020)
- Cenerentola (Cinderella), regia di Kay Cannon (2021)

#### Televisione
- Fat Friends – serie TV, 20 episodi (2000-2005)
- Teachers – serie TV, 9 episodi (2001-2003)
- Little Britain – serie TV, episodio 2x03 (2004)
- Gavin & Stacey – serie TV, 20 episodi (2007-2010)
- Horne & Corden – serie TV, 6 episodi (2009)
- Beast Hunters – serie TV, episodi 1x01-1x02 (2010)
- Doctor Who – serie TV, episodi 5x11-6x12 (2010-2011)
- The Wrong Mans – serie TV, 8 episodi (2013-2014)
- Esio Trot, regia di Dearbhla Walsh – film TV (2015)
- The Late Late Show with James Corden – serie TV, 1197 episodi (2015-2023)
- Friends: The Reunion, regia di Ben Winston - special TV (2021) - presentatore
- Mammals - serie TV, 6 episodi (2022)
- The Kardashians - serie TV, episodio 3x03 (2023)

### Doppiatore
- Il Gruffalo, regia di Max Lang e Jakob Schuh - cortometraggio (2009)
- Planet 51, regia di Jorge Blanco (2009)
- Animals United, regia di Reinhard Klooss e Holger Tappe (2010)
- Gruffalo e la sua piccolina (The Gruffalo Child), regia di Johannes Weiland e Uwe Heischötter - cortometraggio (2011)
- Il viaggio di Norm (Norm of the North), regia di Trevor Wall (2016)
- Trolls, regia di Mike Mitchell (2016)
- Emoji - Accendi le emozioni (The Emoji Movie), regia di Tony Leondis (2017)
- Peter Rabbit, regia di Will Gluck (2018)
- Smallfoot - Il mio amico delle nevi (Smallfoot), regia di Karey Kirkpatrick e Jason Reisig (2018)
- Superintelligence, regia di Ben Falcone (2020)
- Trolls World Tour, regia di Walt Dohrn e David P. Smith (2020)
- Peter Rabbit 2 - Un birbante in fuga (Peter Rabbit 2: The Runaway), regia di Will Gluck (2021)
- I Puffi - Il film (Smarfs), regia di Chris Miller (2025)

## Teatro
- Martin Guerre, libretto di Alain Boublil e Claude-Michel Schönberg, regia di Declan Donnellan. Prince Edward Theatre di Londra (1996)
- The History Boys, di Alan Bennett, regia di Nicholas Hytner. National Theatre di Londra (2004), St James Theatre di Wellington, Sydney Theatre di Sydney, Hong Kong Academy for Performing Arts di Hong Kong (2006), Broadhurst Theatre di Broadway (2007)
- Un matrimonio rispettabile, di Bertolt Brecht, regia di Joe Hill-Gibbins. Young Vic di Londra (2007)
- One Man, Two Guvnors, di Richard Beane, regia di Nicholas Hytner. National Theatre di Londra, tour britannico (2011), Music Box Theatre di Broadway (2012)

## Doppiatori italiani
Nelle versioni in italiano delle opere in cui ha recitato, James Corden è stato doppiato da:
- Nanni Baldini in One Chance - L'opera della mia vita, Ocean's 8, Superintelligence, Mammals
- Leonardo Graziano in The Prom, Cinderella
- Corrado Conforti in Ventiquattrosette, Che fine ha fatto Harold Smith?
- Paolo Vivio in The History Boys, Tutto può cambiare
- Massimiliano Alto in Yesterday, Cats
- Roberto Stocchi in Star System - Se non ci sei non esisti
- Luigi Morville in I fantastici viaggi di Gulliver
- Emiliano Coltorti in I tre moschettieri
- Paolo De Santis in Into the Woods
- Massimo Triggiani in The Lady in the Van
- Marco Baroni in Doctor Who

Da doppiatore è sostituito da:
- Nicola Savino in Peter Rabbit, Peter Rabbit 2 - Un birbante in fuga
- Luigi Morville in Trolls, Trolls World Tour
- Andrea Beltramo ne Il Gruffalo[30], Gruffalo e la sua piccolina[31]
- Roberto Gammino in Emoji - Accendi le emozioni
- Massimiliano Alto in Small Foot - Il mio amico delle nevi
- Nanni Baldini ne I Griffin